# Герион
Герион (грч. Geryones, лат. Geryones) је див са три тела и три главе, син дива Хрисаора и окенаиде Калироје.

## Митологија
Герион је живео на острву Еритеји, које се налазило усред океана. На острву је Герион узгајао стадо предивних говеда, које су чували див Еуритион и двоглави пас Ортар, Керберов брат.
То стадо је чезнуо да има за себе микенски краљ Еуристеј, и наредио је великом јунаку Хераклу да стадо по сваку цену дотера у Микену. Херакло је морао, по заповести Зевса да слуша наређења и заповести микенског краља.

## Погибија Гериона
На путу до Еритеје, Херакло је прешао либијску пустињу и био љут због врућине те је испалио стрелицу на Хелиоса, бога Сунца. Хелиос га је молио да престане, а Херакло је захтевао велики златни пехар који је потом користио да би пловио морем.
Тако је стигао до Еритеје где се, одмах на обали, прво суочио с двоглавим псом Ортаром ког је, после краће борбе, убио својом тољагом.
Еуритион који је чувао стадо, када је зачуо галаму и комешање, прискочио је у помоћ Ортару, али је и њега Херакло веома брзо убио. Чувши гужву и комешање, Герион је дотрчао и то наоружан са три копља, три штита, и три кациге. Борба Гериона и Херакла је била жестока и тешка, али на крају, Гериона је Херакло убио стрелом, коју је умочио у отровну крв лернејске Хидре.
То је био десети Хераклов задатак.

## О Гериону
Гериона су Грци приказивали као дива са троструким телом, што се најбоље може видети на:
- „Херакло у борби са Герионом“ - Ваза из 540. година пре нове ере, Лувр, Париз
- „Херакло у борби са Герионом“ - Ваза из 550. године пре нове ере, Градски музеј, Арезе
- „Герион“ - Фреска у етрурској гробници, 210. година пре нове ере, Таркванија
- „Герион“ - мозаик, 200. година пре нове ере, Музеј Бардо, Тунис

Герион је представљен и у Дантеовом Инферну, али његов опис се не поклапа ни са једном претходном историјском забележбом. Овде је представљен као чудовиште преваре са огромним змајоликим крилима и телом и са шапама медведа или лава и са отровном жаоком на врху репа. Обитавао је у дубинама између седмог и осмог круга пакла.